# Peperomia seleri
Peperomia seleri är en pepparväxtart som beskrevs av C. Dc.. Peperomia seleri ingår i släktet peperomior, och familjen pepparväxter. Inga underarter finns listade i Catalogue of Life.